# Abdur Rahman Biswas
Abdur Rahman Biswas (* 1. September 1926 in Shaistabad, Britisch-Indien; † 3. November 2017 in Dhaka) war von 1991 bis 1996 Präsident der Republik Bangladesch und Mitglied der Bangladesh Nationalist Party.

## Biographie
Biswas wurde zunächst in seinem Heimatdorf am dortigen College unterrichtet. Anschließend studierte er an der University of Dhaka und erhielt dort seinen Bachelor und Master of Arts in Geschichtswissenschaften sowie einen Bachelor of Laws. Zunächst wurde er Vorsitzender einer örtlichen Genossenschaftsbank und initiierte die Gründung verschiedener Bildungseinrichtungen. Für seinen Beitrag zur Genossenschaftsbewegung in Bangladesch und verschiedenen sozialen und ökonomischen Tätigkeiten wurde er im Jahr 1958 von der damaligen pakistanischen Regierung ausgezeichnet.
In den Jahren 1962 und 1965 war er jeweils gewähltes Mitglied des ostpakistanischen Regionalparlamentes. Von 1965 an war er vier Jahre lang ostpakistanischer Parlamentarischer Staatssekretär. 1967 war er deren Vertreter in der 22. Generalversammlung der Vereinten Nationen. Im Jahr 1979 wurde er in das nationale Parlament von Bangladesch (Jatiyo Sangshad) gewählt und fungierte zunächst ein Jahr lang als Minister für nationale Angelegenheiten bezüglich des Rohstoffes Jute und von 1981 bis 1982 als Gesundheitsminister. Ab 1991 war er Sprecher des Parlamentes. Nachdem die parlamentarische Demokratie im Land wieder eingeführt wurde, gewann Biswas die angesetzten Wahlen und wurde am 8. Oktober desselben Jahres zum Präsidenten der Republik Bangladesch gewählt. Am 8. Oktober 1996 endete seine Amtszeit ordnungsgemäß.
Biswas gehörte dem sunnitischen Islam an. Er starb im November 2017 im Alter von 91 Jahren in Dhaka.